# 趙瑚儿
趙 瑚児（ちょう こじ、生没年不詳）は、北宋の徽宗の第13皇女（夭逝を除いて第6皇女）。

## 経歴
貴妃鄭氏（後の顕粛皇后）の五女として生まれた。大観2年（1108年）5月、昌福公主の位を授けられた。政和3年（1113年）閏4月、昌福帝姫の位を改授された。宣和5年（1123年）6月、成徳帝姫を再授され、向子房に降嫁した。
靖康の変後、金に連行され、金の天会6年（1128年）8月に洗衣院に下された。

## 伝記資料
- 『靖康稗史箋證』
- 『昌福公主特改封昌福帝姫制』
- 『昌福帝姫特進封成德帝姫制』